# Харьков, Константин Вячеславович
Константин Вячеславович Харьков (род. 23 февраля 1997, Москва) — российский и хорватский ватерполист, игрок клуба «Ядран» (Сплит) и сборной Хорватии. Чемпион мира и Европы по водному поло.

## Карьера
Родился в Москве 23 февраля 1997 года. Его отец Вячеслав Харьков играл в водное поло за юношескую сборную СССР, в данный момент является главным тренером «Штурма-2002». Константин Харьков выступал за российский ватерпольный клуб «Штурм-2002» с 13 лет. С 2018 по 2021 год он выступал за хорватский клуб «Младост» (Загреб), с которым завоевал титул чемпиона Хорватии в 2021 году. В следующем сезоне он перешёл в ватерпольный клуб «Ядран» (Сплит), а после этого провёл сезон в итальянской «Брешии». С 2023 года он снова будет играть за ватерпольный клуб «Ядран» (Сплит). С 2024 года снова играет за «Младост».
В 2016 году дебютировал в сборной России, в составе которой участвовал на чемпионате Европы 2018 и 2020 годов; в 2020 году завоевал звание лучшего бомбардира турнира с 21 голом. Свой последний матч за сборную России он сыграл 21 февраля 2021 года в отборочном турнире к Олимпийским играм в Токио в 2020 году (игры прошли летом 2021 года, а не 2020 года из-за пандемии COVID-19) против Хорватии, в котором Хорватия выиграла матч в Роттердаме и прошла квалификацию на Олимпийские игры, а Россия — нет. Это стало решающим фактором в его решении покинуть сборную России и перейти в состав сборной Хорватии. С 2022 года является членом сборной Хорватии, с которой завоевал титул чемпиона Европы в 2022 году, и его выбрали в символическую сборную чемпионата. Он второй россиянин после Андрея Белофастова, выступающий за сборную Хорватии по водному поло, и третий иностранец после Белофастова и Хави Гарсии. На Олимпиаде 2024 в Париже завоевал серебряную медаль со сборной Хорватии.

## Награды
- Орден Хорватской звезды с ликом Франьо Бучара (2 июля 2024 года, Хорватия)[2].